# Gerhard Schmid
Gerhard Schmid (n. 5 mai 1946) este un om politic german, membru al Parlamentului European în perioada 1999-2004 din partea Germaniei. 
1. ↑  „Gerhard Schmid”, Gemeinsame Normdatei, accesat în 4 mai 2014
2. ↑  „Gerhard Schmid”, Gemeinsame Normdatei, accesat în 17 decembrie 2014
3. ↑  Deputații în Parlamentul European